# Nationalpark Hunsrück-Hochwald

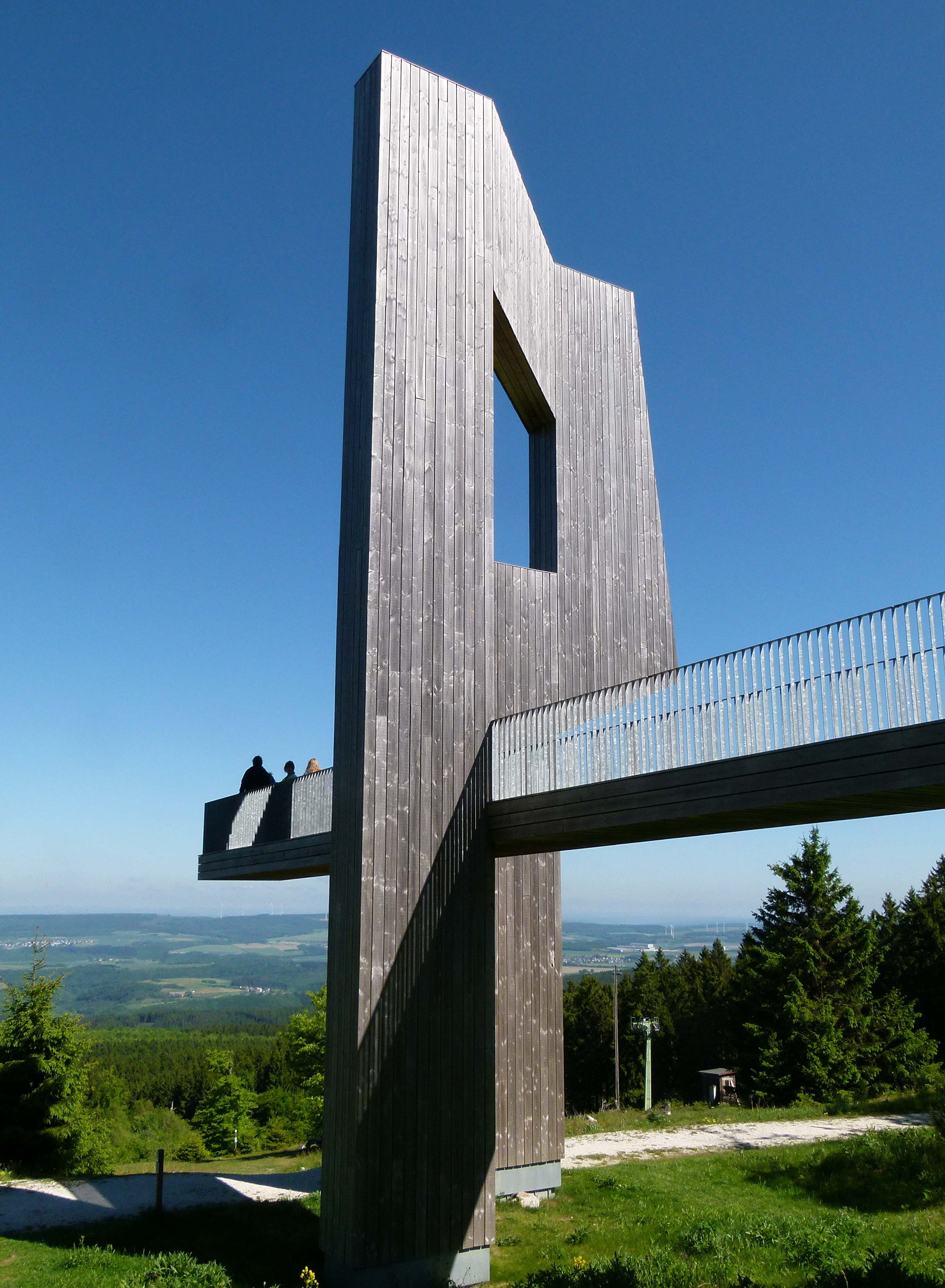
Skulptur Windklang auf dem Erbeskopf

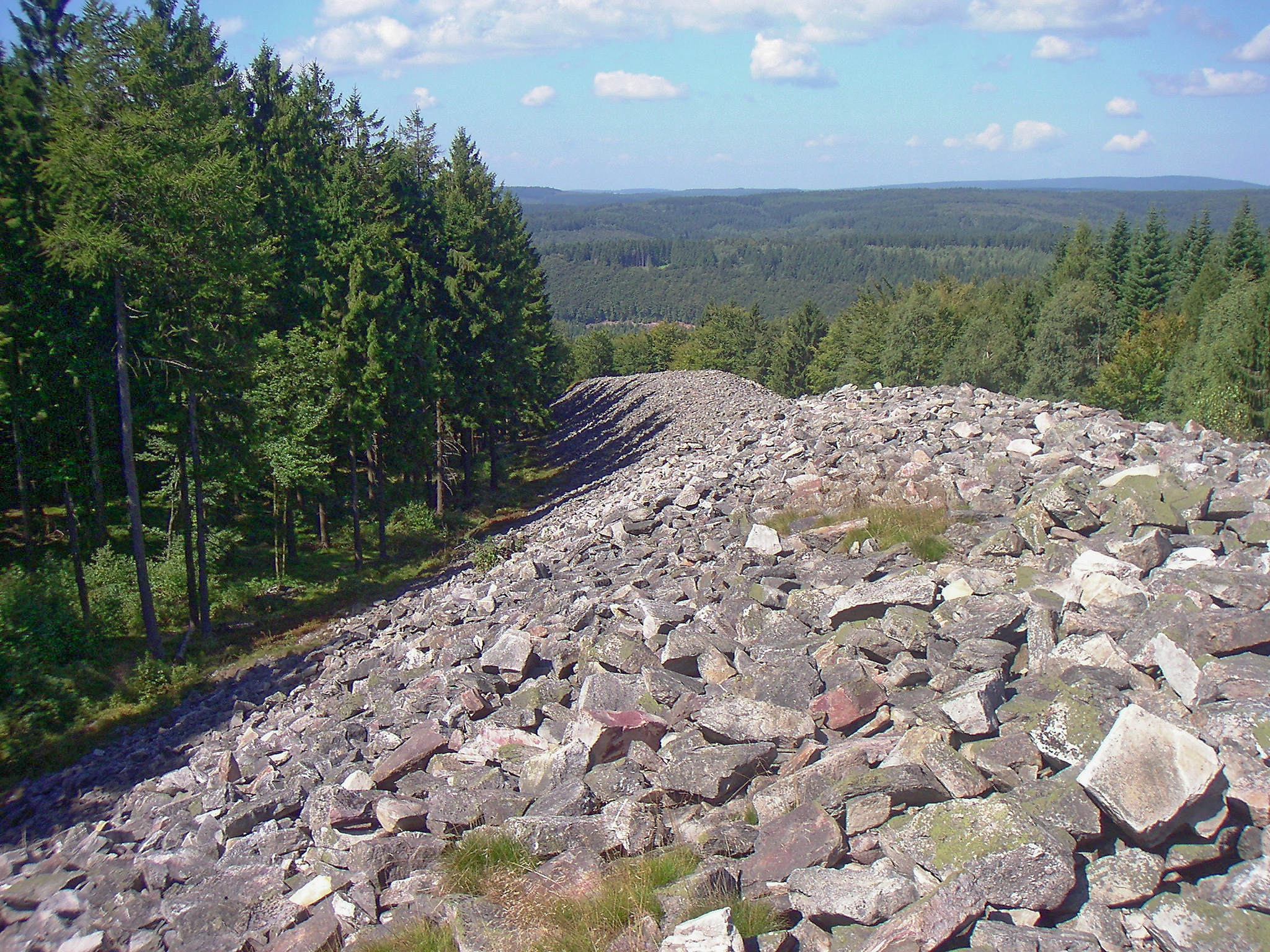
Ringwall von Otzenhausen

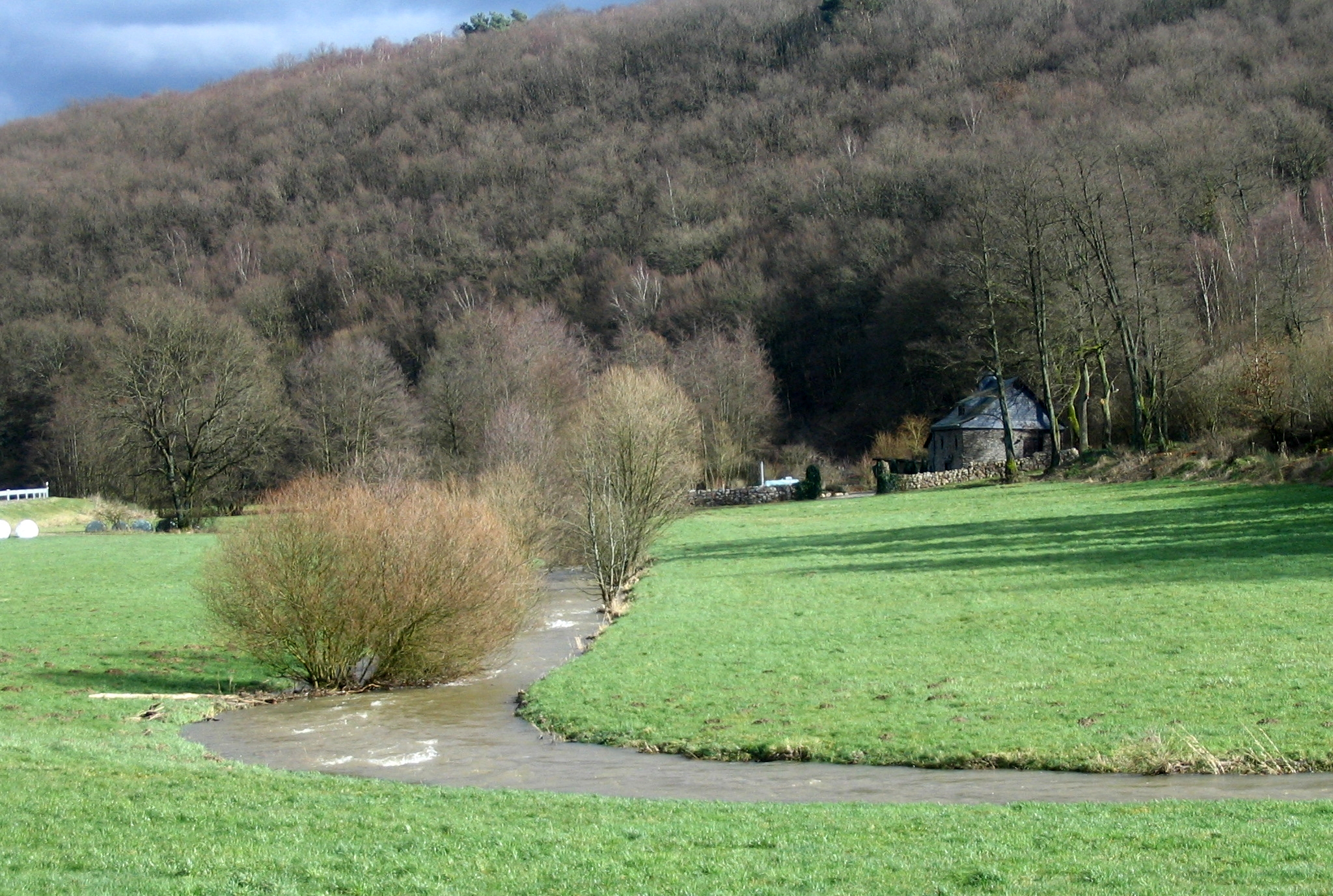
Idarbach

Der Nationalpark Hunsrück-Hochwald ist ein Nationalpark im Westen Deutschlands im Mittelgebirge des Hunsrück, in den Ländern Rheinland-Pfalz und Saarland. Der Park ist der sechzehnte deutsche Nationalpark, ein Jahr nach der Gründung des Nationalparks Schwarzwald und elf Jahre nach den ebenfalls im Rheinischen Schiefergebirge oder angrenzenden Mittelgebirge und im hauptsächlichen Buchenwaldbereich gelegenen Nationalparks Eifel und Kellerwald. Die offizielle Eröffnungsfeier erfolgte am Pfingstwochenende 2015.
Im Jahr 2014 einigten sich die beiden Landesregierungen auf den Namen und brachten Zustimmungsgesetze zu dem einvernehmlich ausgearbeiteten Staatsvertrag zwischen den Ländern Rheinland-Pfalz und Saarland über die Errichtung und Unterhaltung des Nationalparks Hunsrück-Hochwald (Nationalparkgesetz) ein. Bereits 2013 hatten die meisten Gemeinden im Gebiet dem vorgelegten Konzept zugestimmt.
Der Nationalpark umfasst 10.120 ha im Bereich der westlichen Höhenlagen des Hunsrücks, genauer dem Idarwald und dem Schwarzwälder Hochwald, der meist nur als Hochwald bezeichnet wird. Von der Gesamtfläche liegen etwa 986 ha des Nationalparks im Saarland innerhalb des Gebietes der Gemeinden Nohfelden und Nonnweiler.

## Ziele

### Der Nationalpark
Gemäß § 3 des Nationalparkgesetzes sollen auf 75 % der Fläche des Nationalparks Natur und Landschaft der natürlichen Entwicklung überlassen werden, also wieder zur Wildnis werden und dann dauerhaft Wildnis sein. Beim Start des Nationalparkes wird unterschieden in Wildnisbereiche, die schon der Natur überlassen sind, und Entwicklungsbereiche, bei denen das Ziel besteht, sie innerhalb von 30 Jahren in Wildnisbereiche zu überführen. Diese beiden Zonen werden als Naturzone bezeichnet.
Umgeben ist die Naturzone von einer sogenannten Pflegezone, die negative Wirkungen von der Naturzone auf die Umgebung (z. B. Ungezieferbefall) oder negative Wirkungen aus der Umgebung auf die Wildnis (z. B. Insektizidnebel) abpuffern soll. Außerdem sollen in der Pflegezone extensiv genutzte Kulturlandschaftsteile (etwa Streuobstwiesen, Magerwiesen) erhalten werden, die auch sehr artenreich sein können.
Als ungestörter Lebensraum ist der Nationalpark gemäß § 4 Nationalparkgesetz Teil des Biotopverbundes des Bundes und seiner beiden Trägerländer. Er soll der Definition und Anforderungen der Weltnaturschutzorganisation IUCN für Nationalparks entsprechen. Näheres siehe Kategorie der IUCN: National Park.
Der Nationalpark soll auch den Anforderungen eines EU-Vogelschutzgebietes und der der Richtlinie 92/43/EWG (Fauna-Flora-Habitat-Richtlinie) entsprechen.
Soweit mit diesen Zielen vereinbar soll/en u. a.
- die besondere Eigenart, landschaftliche Schönheit, Ruhe und Ungestörtheit des Gebietes bewahrt,
- kulturhistorisch und naturgeschichtlich wertvolle Denkmale und Flächen erhalten werden und zugänglich bleiben,
- das Gebiet der Bevölkerung zu Erholungs- und Bildungszwecken barrierefrei zugänglich gemacht und insofern erschlossen werden.

### Das Nationalparkgebiet
Das Gebiet erstreckt sich über Teile der Verbandsgemeinden Hermeskeil (Landkreis Trier-Saarburg), Thalfang am Erbeskopf (Landkreis Bernkastel-Wittlich), Birkenfeld und Herrstein-Rhaunen (Landkreis Birkenfeld) sowie der Gemeinden Morbach (Landkreis Bernkastel-Wittlich), Nonnweiler und Nohfelden (Landkreis St. Wendel).
Enklaven in dem Gebiet sind die Orte Börfink, Muhl, Thranenweier und Hujetsägemühle.
Der Nationalpark soll gemäß § 5 des Staatsvertrages auch die Entwicklung des ganzen Nationalparkgebietes fördern. So soll er durch infrastrukturelle, touristische und sonstige Maßnahmen
- regionale Wertschöpfungsketten wie naturnahen Tourismus und nachhaltige Forst- und Landwirtschaft weiterentwickeln,
- eine nachhaltige Dorf- und Stadtinnenraumentwicklung unterstützen und
- die regionale Zusammenarbeit stärken.

Der Nationalpark soll zu einem bedeutenden Imageträger der Region werden.

## Naturraum

### Hochwald
Das Landeskonzept zur Beteiligung an einem länderübergreifenden Nationalpark im Hochwald-Idarwald des Ministeriums für Umwelt und Verbraucherschutz des Saarlandes charakterisiert die länderübergreifenden naturräumliche Einheit 242.0 Schwarzwälder Hochwald wie folgt:
Der Hochwald liegt 400 bis 700 m ü. NN am Südrand des Hunsrücks und weist eine durchschnittliche Jahrestemperatur von 8 °C und mehr als 800 mm Niederschläge jährlich auf. ... Die potenziell-natürliche Waldgesellschaft auf dem Taunusquarzit wäre ein bodensaurer Buchenwald auf Quarzit. Als Waldsonderstandorte kommen, neben Erlen-Auenwäldern, Blockschuttwälder und Eichenwälder auf Quarzit in exponierten Steilhanglagen vor. ... Das Gebiet weist eine ganze Reihe von schutzwürdigen Lebensgemeinschaften auf, insbesondere Hainsimsen-Buchenwälder, Schlucht- und Moorwälder, Fels- und Schutthaldenlebensgemeinschaften sowie Vogelarten wie Wespenbussard, Grau- und Schwarzspecht sowie Raufußkauz.

### Idarwald
Der Idarwald (kelt.: „id ar“ – Waldhöhe über dem Lande) ist ein bis 766,2 m ü. NN hoher Teil des Hunsrücks in Rheinland-Pfalz.

### Gesamtbedeutung
Das Bundesministerium für Umwelt, Naturschutz und Reaktorsicherheit fördert Maßnahmen zur Erhaltung und Entwicklung von Hotspots der biologischen Vielfalt in Deutschland im Rahmen des Bundesprogramms Biologische Vielfalt vom 26. Januar 2011. Gemeint mit „Hotspots der biologischen Vielfalt“ sind Regionen in Deutschland mit einer besonders hohen Dichte und Vielfalt charakteristischer Arten, Populationen und Lebensräume. Das Bundesamt für Naturschutz hat in Zusammenarbeit mit dem Bundesministerium und den Ländern bundesweit 30 dieser Hotspots identifiziert.
Im Rahmen der Beschreibung des Hotspots 13. Saar-Ruwer-Hunsrück, Hoch- und Idarwald und Oberes Nahebergland beschreibt das Bundesamt den Hoch- und Idarwald wie folgt:
Die Höhenrücken des Hoch- und Idarwalds sind reich strukturiert und fast vollständig bewaldet. Die störungsarmen großflächig zusammenhängenden und altholzreichen Buchenwälder und Fichtenforste sind sehr bedeutende Lebensräume für Arten mit großen Raumansprüchen wie die Wildkatze, Rotwild und für Altholzbewohner, z. B. Schwarzspecht, Rauhfußkauz und Bechsteinfledermaus. Vielfältige Standorte und Biotopkomplexe aus Borstgrasrasen, Nass-, Feucht- und Bergmähwiesen, eng verbunden mit den Waldlebensräumen beherbergen eine außergewöhnliche Artenvielfalt (z. B. der Tagfalter). Charakteristisch sind die zahlreichen Brüche und Hangmoore, die sich an flächigen Quellaustritten der Unterhänge entwickelt haben. Lichte Birkenmoorwälder, Erlenbruchwälder, Flachmoore und Übergangsmoore bilden hier reich strukturierte und abwechslungsreiche Biotopkomplexe mit kleine Moortümpeln und anderen Offenlandbiotopen sowie Waldlebensräumen. Die Vorberge von Hoch- und Idarwald mit der Oberen Nahe zeichnen sich durch eine herausragende Standort-, Struktur- und Artenvielfalt aus. Zahlreiche naturnahe Mittelgebirgsbäche mit Ursprung im Hoch- und Idarwald fließen zur Oberen Nahe. Fast senkrechte Felswände und -klippen säumen die steilen Hänge der stark gewundenen und tief eingeschnittenen Durchbruchstäler. Sonnenexponierte Talhänge tragen lichte und felsige Eichen- und Eichen-Hainbuchen-Trockenwälder, schattige Hänge Schlucht- und Hangmischwälder. Die vielfältigen Laubwaldgesellschaften sind eng verzahnt mit kleinflächigen mageren Halbtrocken- und Trockenrasen, Borstgrasrasen mageren Wiesen und Weiden, trockenwarmen Felsen, Gesteinshalden und Trockengebüschen. Hier leben viele in Rheinland-Pfalz und dem Saarland vom Aussterben bedrohte oder stark gefährdete Arten, in den Niederwäldern z. B. das Haselhuhn.

### Regionale Bezüge
- Der Nationalpark Hunsrück-Hochwald ist eingebettet in den Naturpark Saar-Hunsrück, der 2055 km² umfasst.
- Der Wanderweg Saar-Hunsrück-Steig durchquert den Nationalpark mit seinen Etappen 9 und 10 von Nonnweiler bis zum Erbeskopf sowie mit seinen Etappen 11 und 12 im Abschnitt von der Kirschweiler Festung bis zur Mörschieder Burr.

## Organisation und Verwaltung des Nationalparks

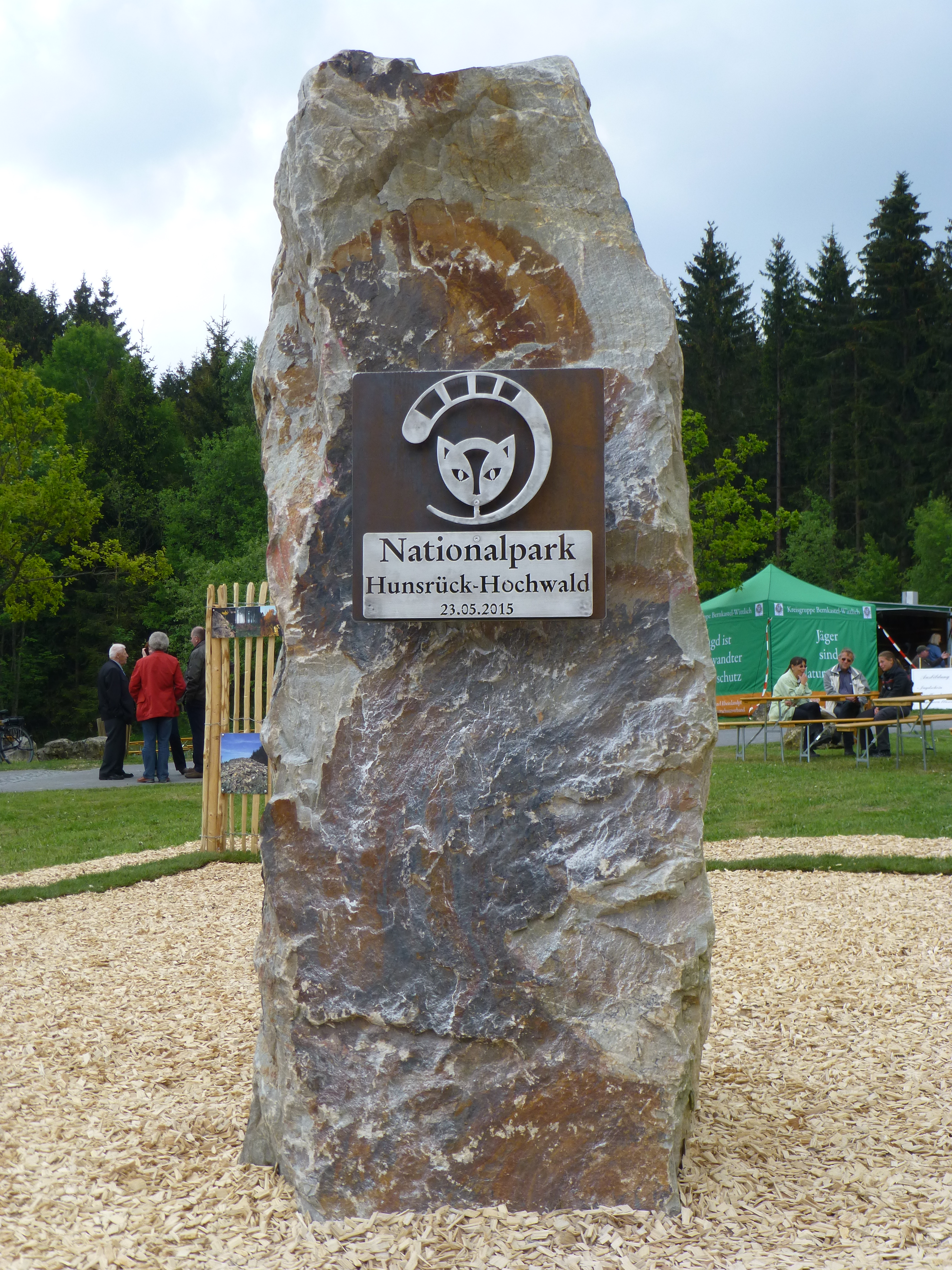
Symbolischer Grundstein des Nationalparks am Erbeskopf

### Nationalparkamt

#### Grundsätzliches
Gemäß § 18 des Staatsvertrages und Nationalparkgesetzes errichtet Rheinland-Pfalz ein Nationalparkamt Hunsrück-Hochwald mit Sitz in Birkenfeld und einer Außenstelle im saarländischen Nonnweiler. Es untersteht der Rechtsaufsicht des für Naturschutz zuständigen Ministeriums in Rheinland-Pfalz, auf dessen Gebiet auch dessen Fachaufsicht, im Saarland dessen Fachaufsicht.
Seine Aufgaben sind gemäß § 20 des Vertrages vor allem die Erstellung, Fortschreibung und Umsetzung des Nationalparkplanes, einschließlich des daraus abgeleiteten Maßnahmeplans und des Wegeplanes sowie der Betrieb und die Erhaltung des Nationalparks. Es ist außerdem das Forstamt und die untere Jagdbehörde für das Gebiet und die zuständige Verwaltungsbehörde für Ordnungswidrigkeiten nach dem Nationalparkgesetz gemäß dessen § 17.
Gemäß § 19 des Vertrages verbleiben Einnahmen dem Land, in dem sie anfallen, die Kosten des Nationalparkamtes, außer der Außenstelle Nonnweiler, trägt Rheinland-Pfalz. Das Saarland trägt außerdem einen jährlichen Erstattungsbetrag bei.

#### Start
Im Doppelhaushalt des Landes Rheinland-Pfalz 2014/15 ist vorgesehen für das Nationalparkamt bis zu 53 Stellenäquivalente aus anderen Fachbereichen umzusetzen und drei Stellen neu zu schaffen, desgleichen sind 1,5 Millionen Euro für Sachausgaben und Investitionen vorgesehen. Außerdem sollen aus dem Bereich des Landesbetriebes Forsten Leistungen von etwa 4 Personen-Äquivalenten erbracht werden.
Am 5. Februar 2014 begann ein aus 10 Personen bestehendes Starterteam im Forstamt Birkenfeld die Arbeit des Nationalparkamtes vorzubereiten.

### Nationalparkversammlung
Die kommunale Nationalparkversammlung gemäß § 21 des Staatsvertrages wird vom Nationalparkamt frühzeitig über die Vorbereitung des Nationalparkplanes und des Wegeplanes informiert und zur Herstellung des Einvernehmens mit dessen Endversion beteiligt. Stimmt die Nationalparkversammlung einem neuen Plan nicht zu, entscheiden die Ministerien der beiden Länder, die für Naturschutz und Forsten zuständig sind, soweit das aus rechtlichen oder naturschutzfachlichen Gründen geboten ist.
Mitglied der Versammlung sind
- die Landrätinnen oder Landräte des Nationalparkgebietes
- sowie je ein weiterer Vertreter je Landkreis für je 3000 angefangene Hektar Anteil am Park,
- die Ortsbürgermeister von Börfink und Neuhütten,
- Bürgermeisterinnen oder Bürgermeister der Verbandsgemeinden und der saarländischen Gemeinden mit Anteil am Nationalpark,
- ggf. mit je einem weiteren Vertreter je angefangenem 1500 ha Anteil am Park. Von den weiteren Vertretern müssen in Rheinland-Pfalz mindestens die Hälfte Ortsbürgermeister sein.
- Die Versammlung kann Bürger zur Versammlung hinzuziehen und dabei bis zu 6 dieser Bürger Stimmrecht verleihen.

Die Versammlung unterbreitet auch Vorschläge und Anregungen zur Erhaltung und Entwicklung des Gebietes und fördert die Beteiligung der Bevölkerung des Gebietes sowie das Verständnis für den Sinn der Schutzmaßnahmen.

### Nationalparkbeirat
Das Nationalparkamt beruft gemäß § 22 Nationalparkgesetz im Einvernehmen mit der Nationalparkversammlung einen Nationalparkbeirat mit bis zu 15 fachkundigen Vertretern der Interessengruppen Naturschutz, Landnutzung, Bildung, Erholung, Wirtschaft, Wissenschaft.
Dieser berät und unterstützt das Nationalparkamt bei der Erhaltung und Entwicklung des Nationalparks und der Erreichung von dessen Zwecken. Zu diesem Zweck ist er über Ziele, Planungen, Entwicklungen und Maßnahmen der Nationalparkverwaltung und über Fragen grundsätzlicher Bedeutung frühzeitig zu unterrichten.

### Bürgerforum
Mindestens einmal jährlich hat das Nationalparkamt in öffentlicher Versammlung auch die interessierten Bürger über Ziele, Planungen, Entwicklungen und Maßnahmen zu unterrichten. Dabei ist gemäß § 23 Nationalparkgesetz den Bürgern Gelegenheit zu Äußerung und Erörterung zu geben.

## Fotogalerie

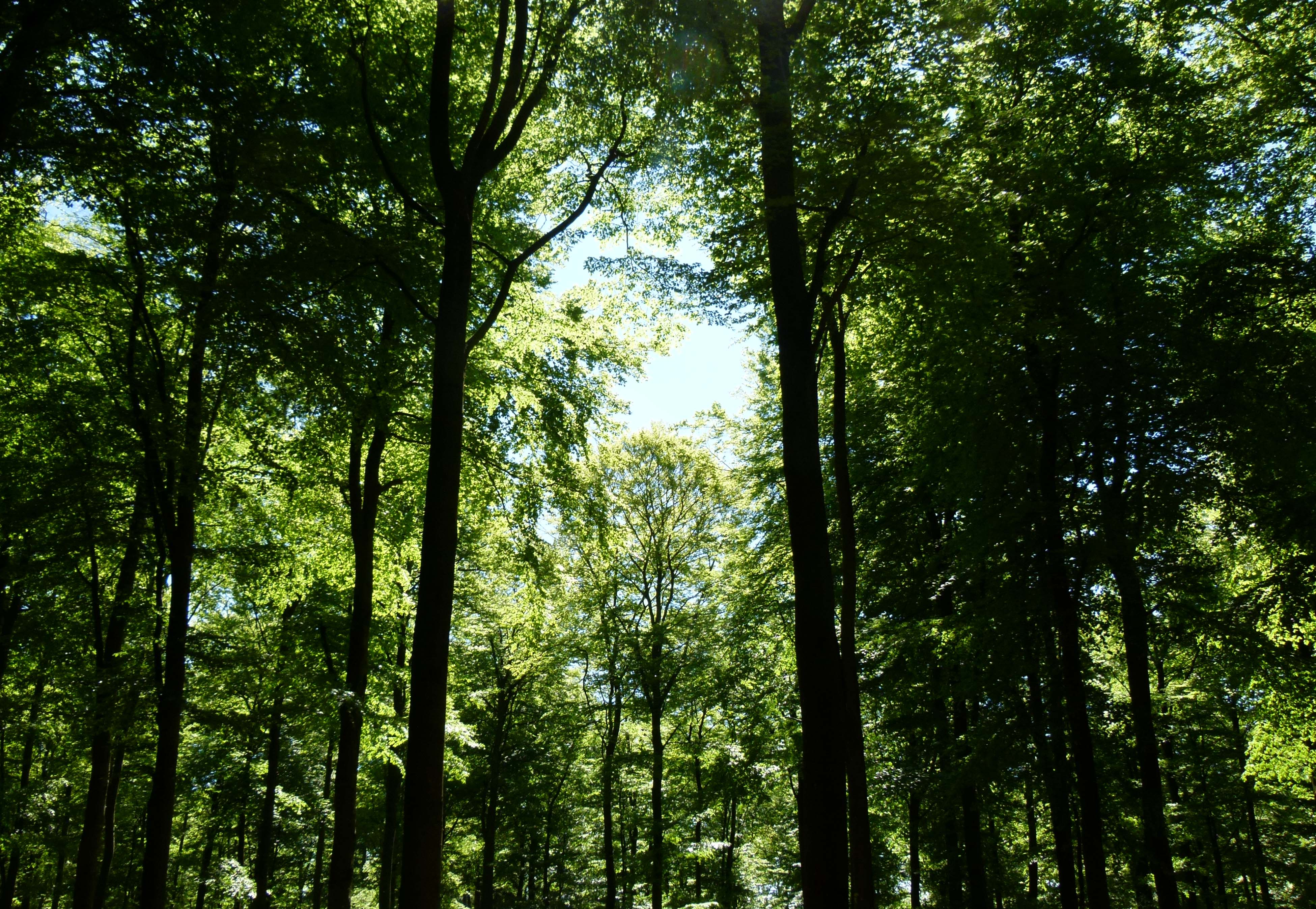
Im Frühjahrswald. Die Bäume sind der größte Schatz des Nationalparks.
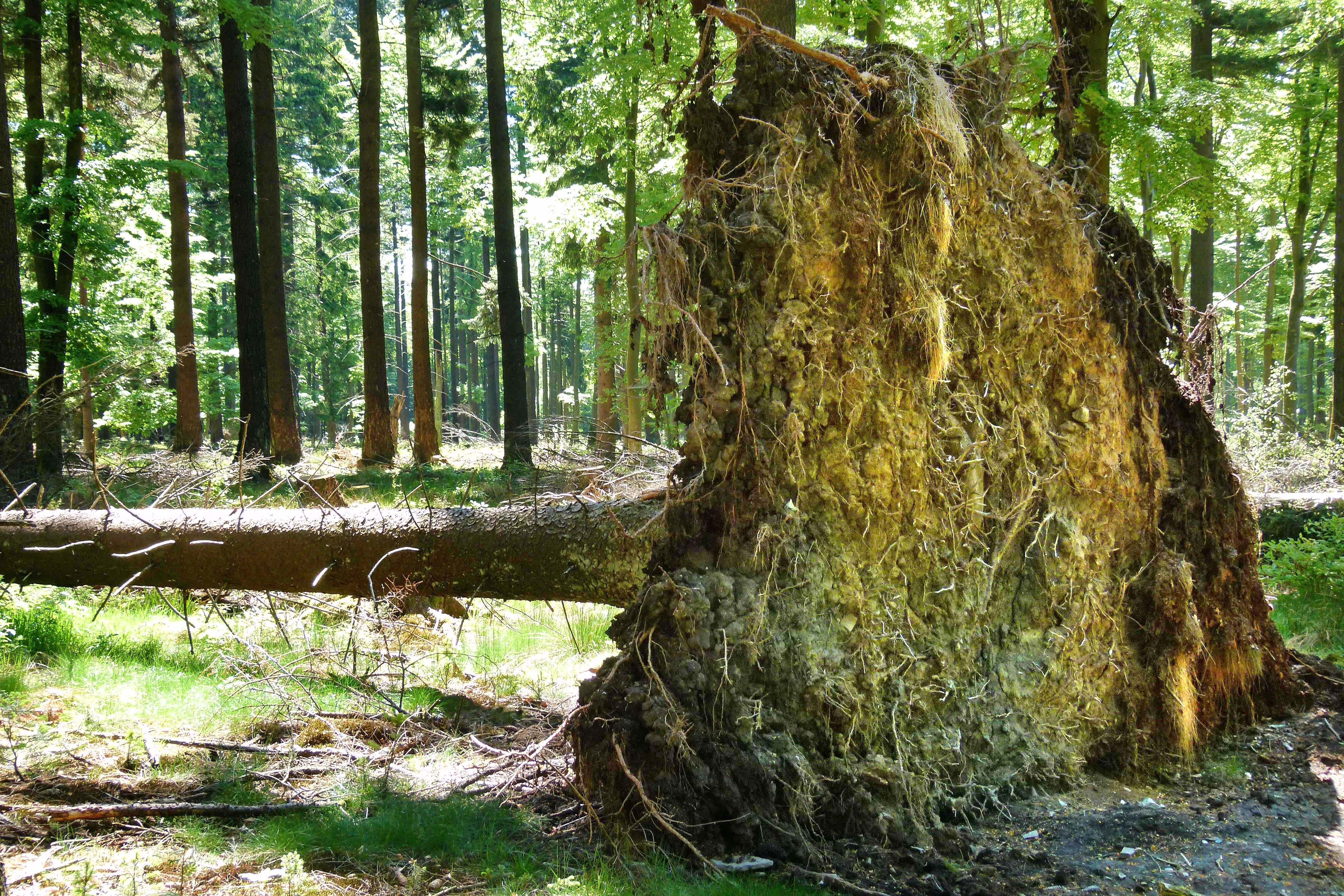
Im Nationalpark gehört Totholz zur natürlichen Entwicklung dazu.
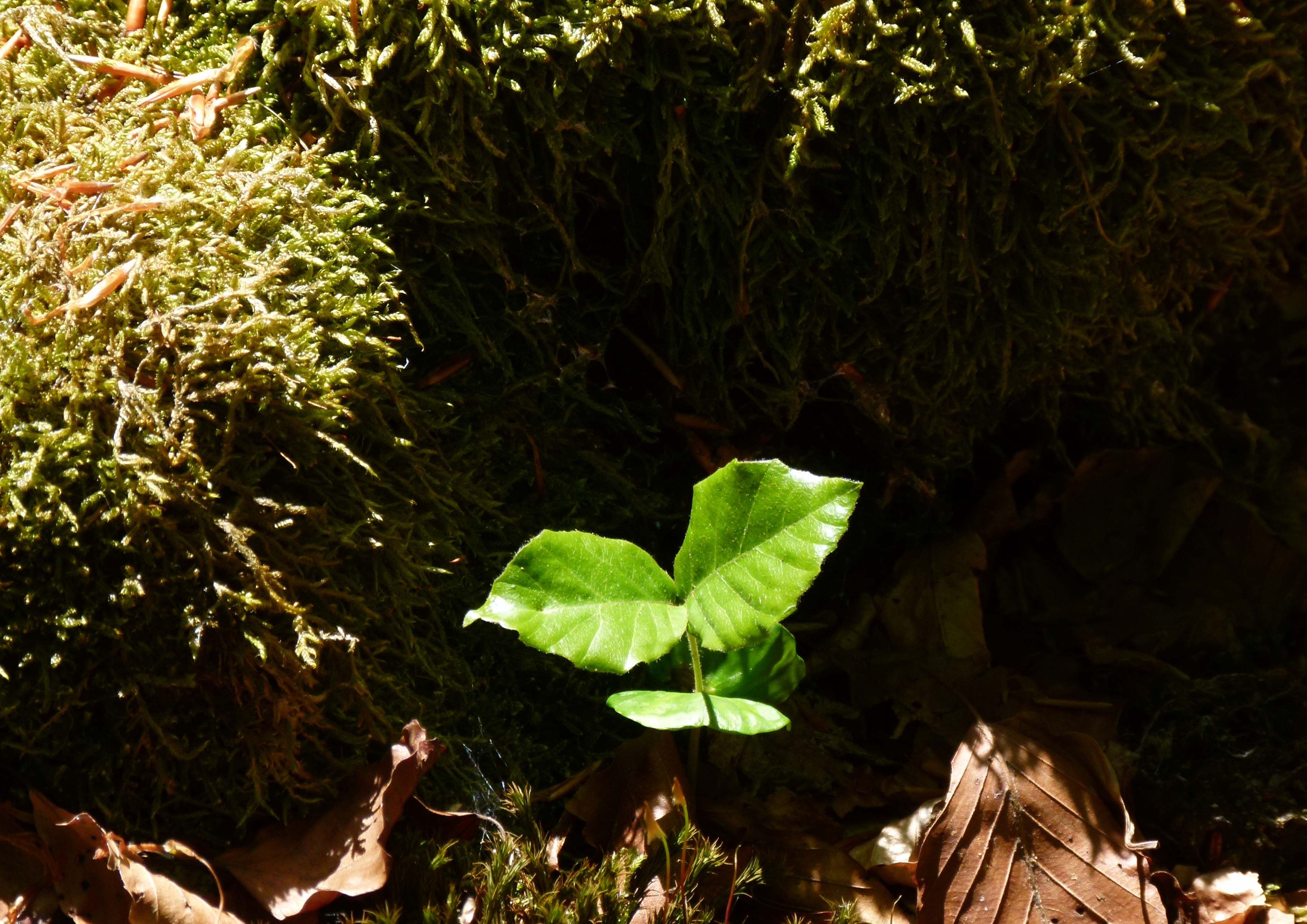
Ein Buchenschössling – langfristig werden Buchen an vielen Stellen den alten Nutzwald aus Fichten ersetzen.
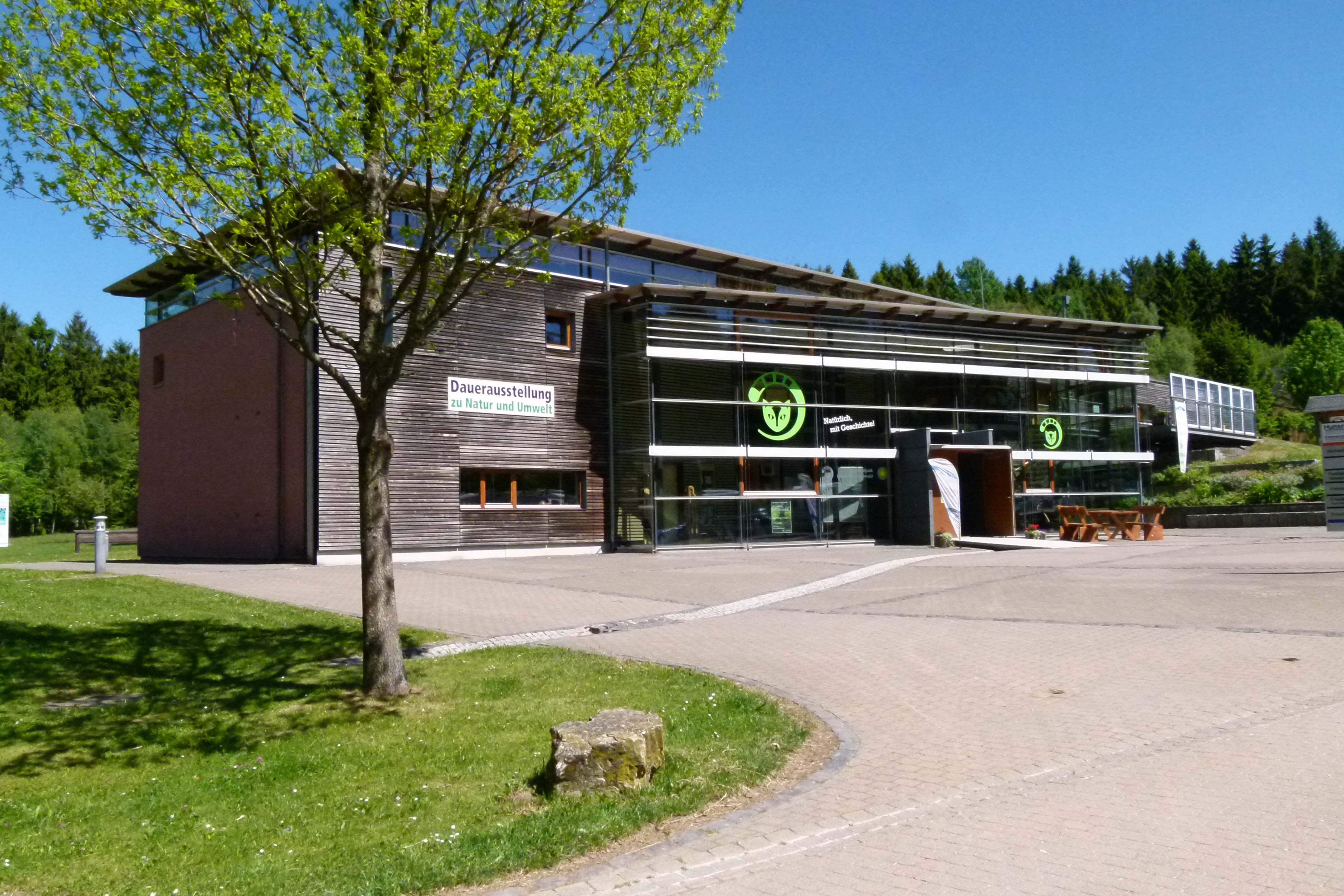
Das Hunsrückhaus am Erbeskopf, eines von drei zukünftigen Nationalparktoren.
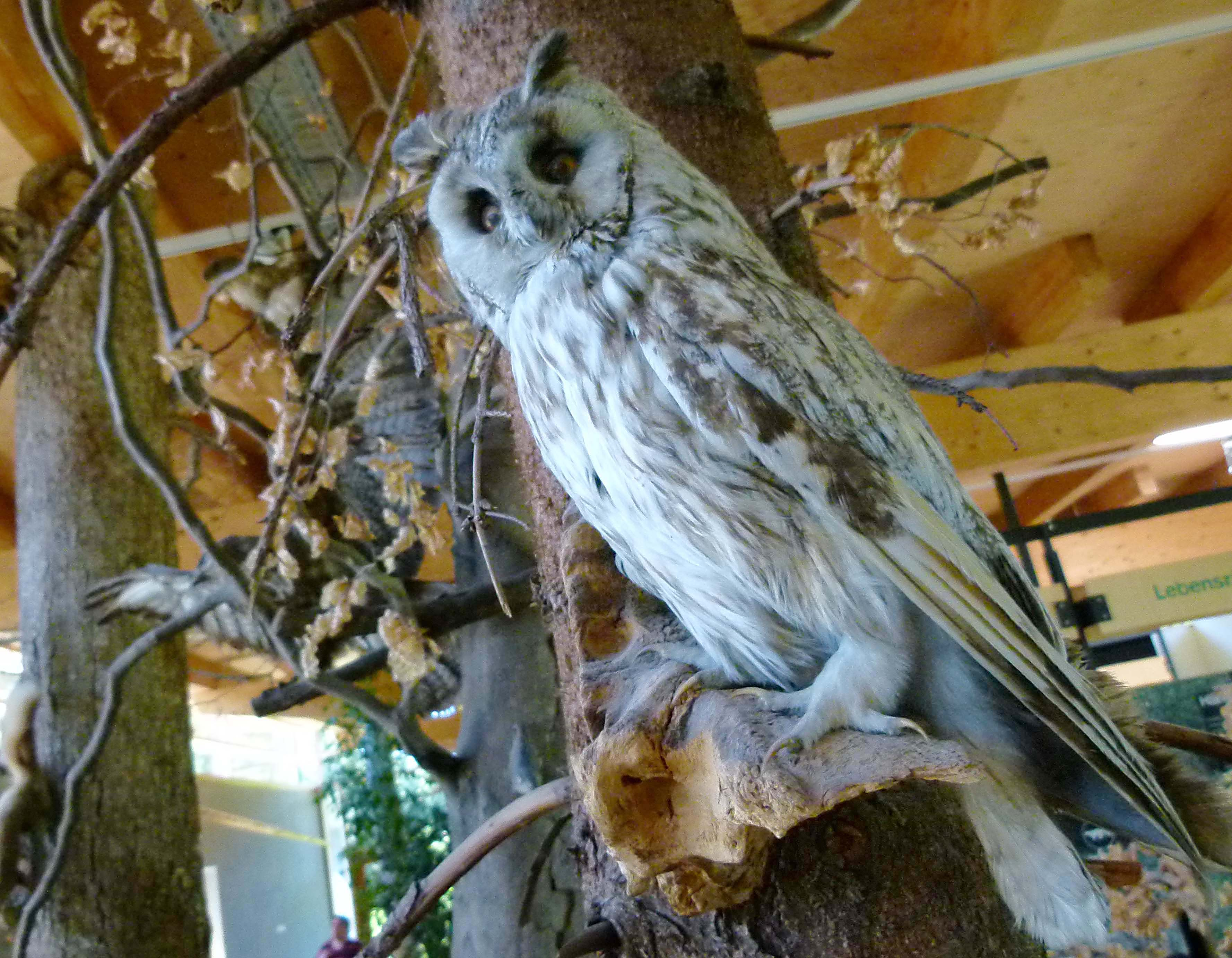
Eine Eule in der Ausstellung zum Nationalpark im Hunsrückhaus beim Erbeskopf.
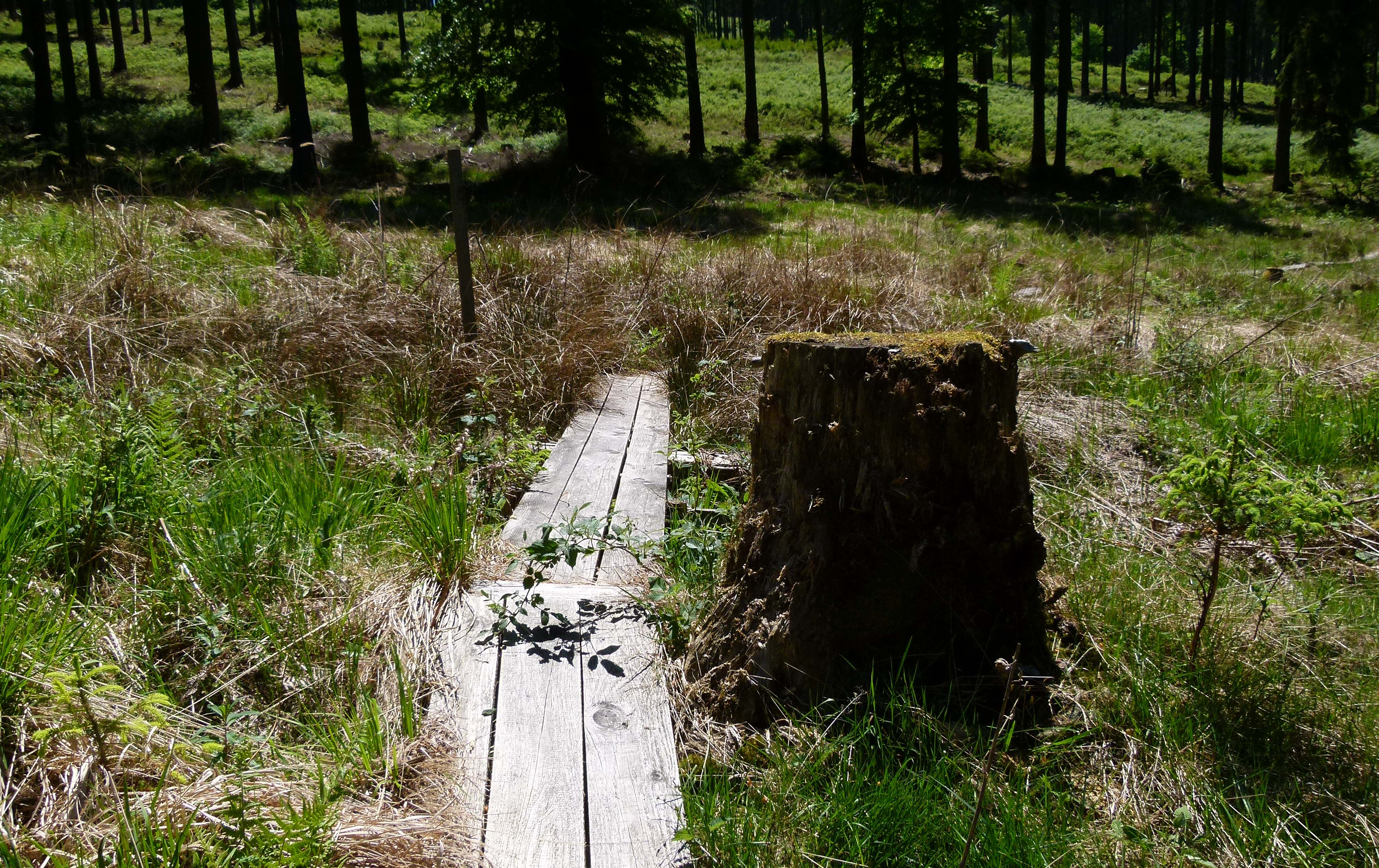
Ein Hangmoor, auch Brücher genannt, mit Plankenweg für Besucher.
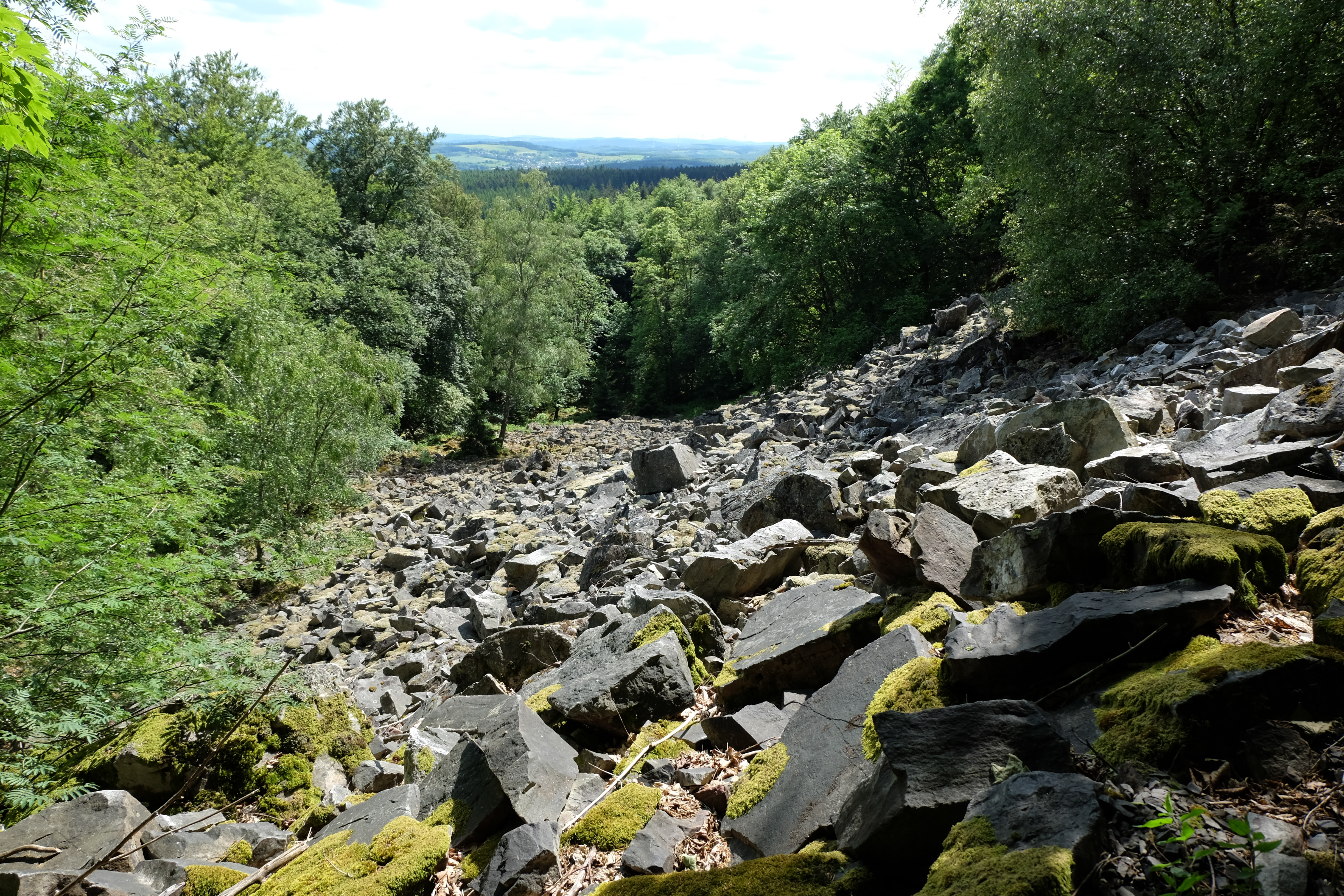
Blick von der Mörschieder Burr, einer typischen Blockhalde aus der letzten Eiszeit.
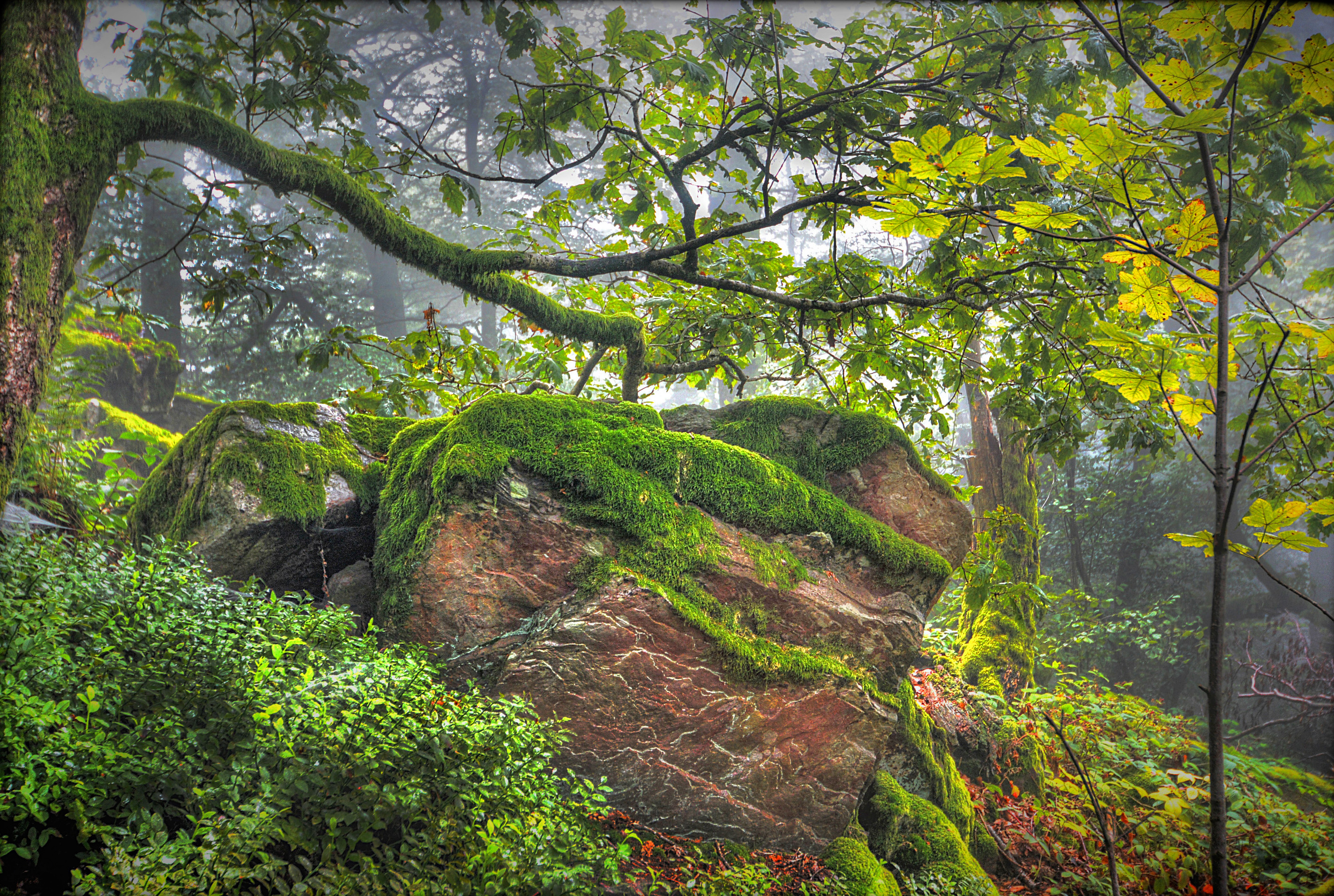
Bemooste Felsen bei Dollberg: Wildnis für Naturliebhaber. Der Park hat auch Freizeitfunktionen.
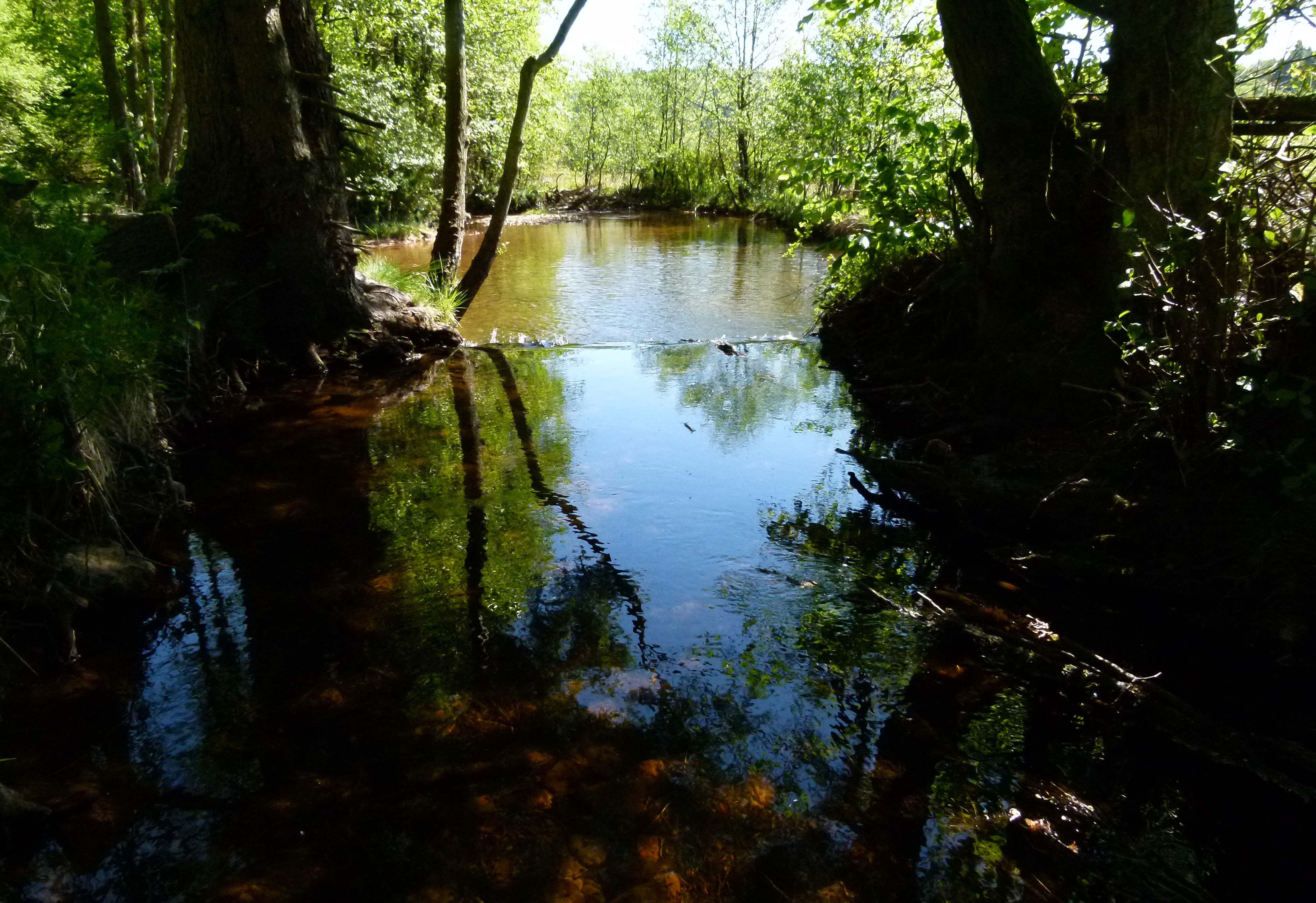
Der idyllische Traunbach am Wanderweg Börfinker-Ochsentour.
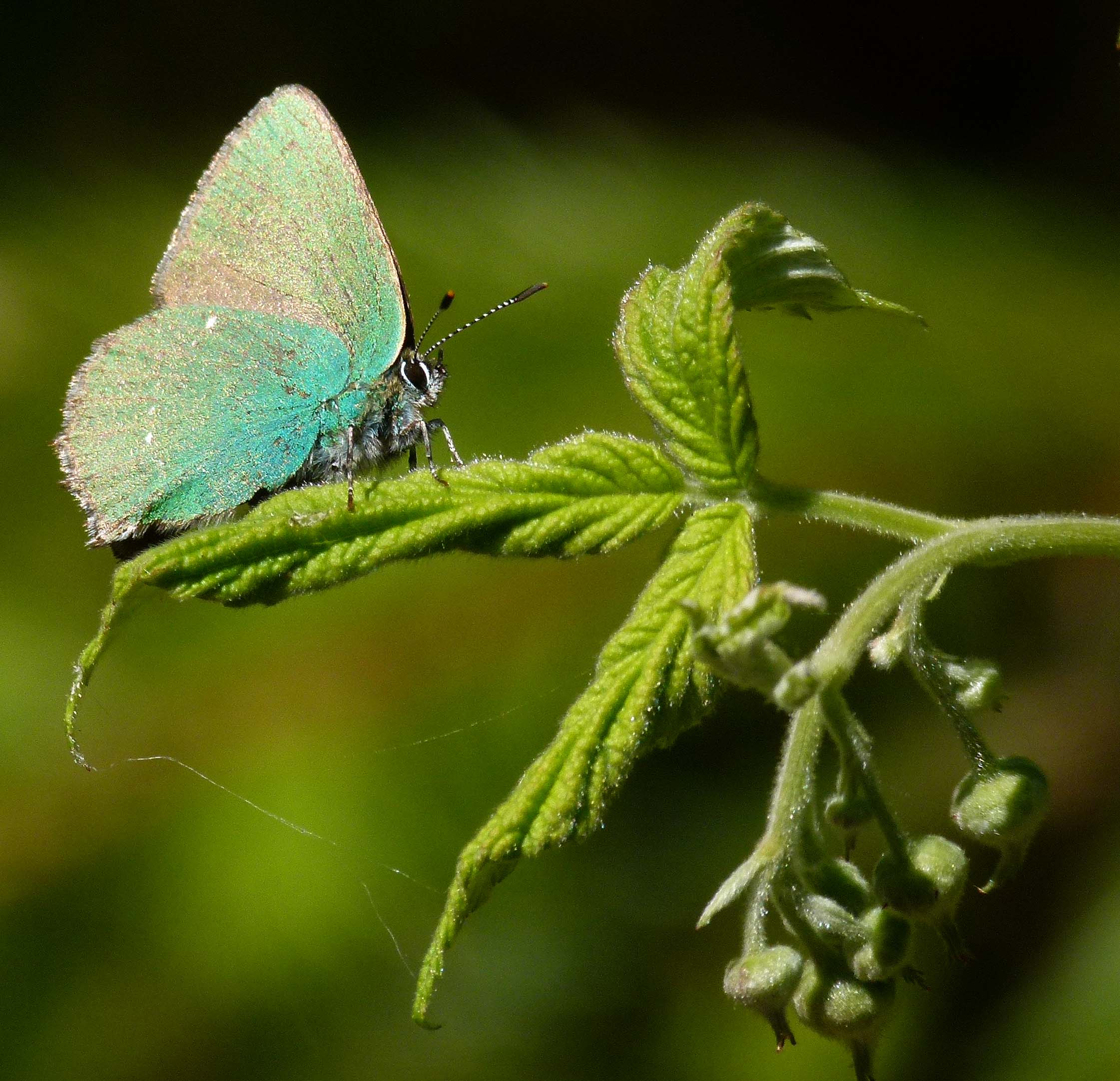
Reiches Insektenleben zeichnet den Nationalpark aus, hier ein Grüner Zipfelfalter.
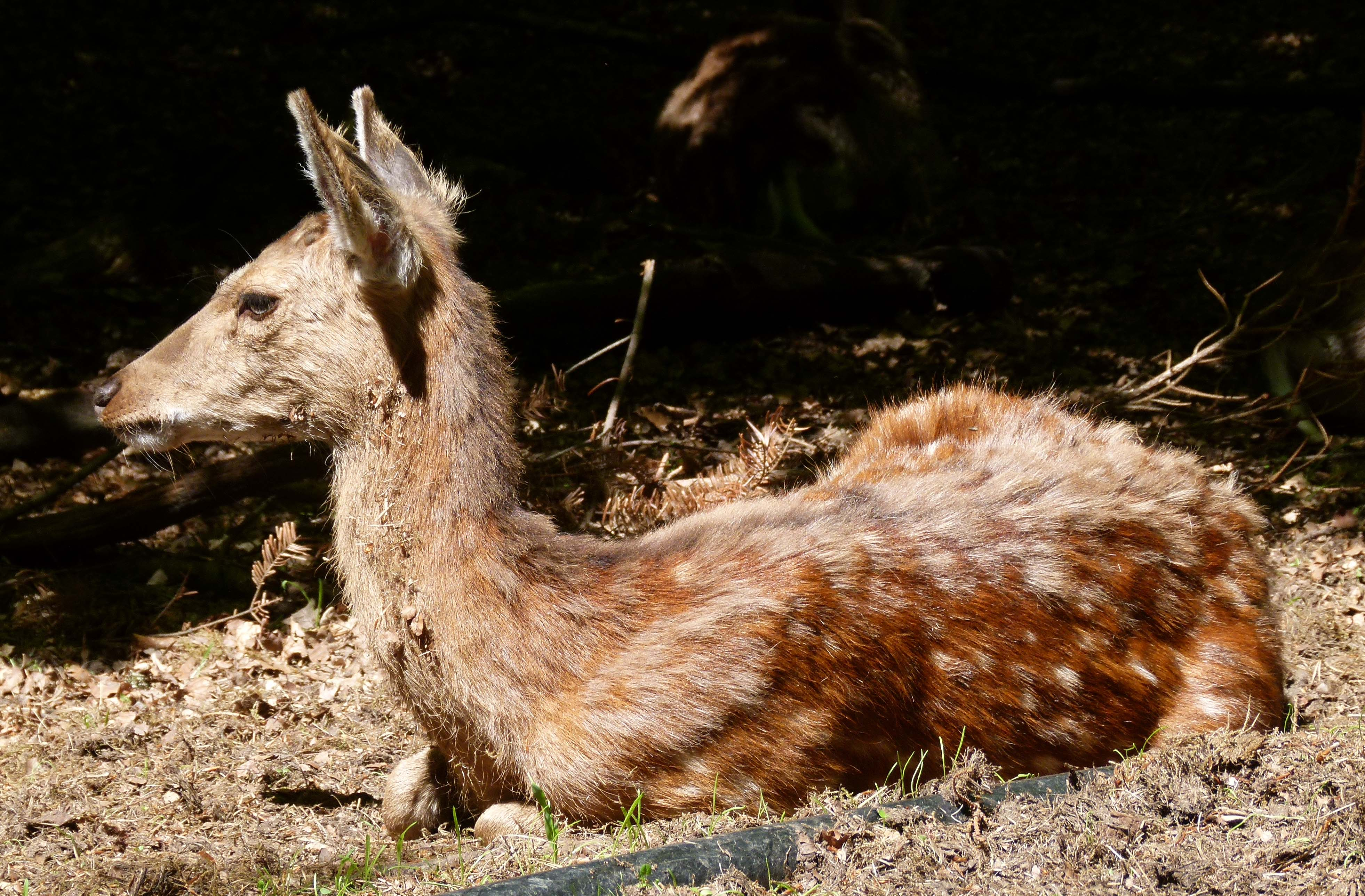
Ein Hirschkalb im Wildfreigehege Wildenburg als typischer Waldbewohner des Hunsrück-Hochwald.
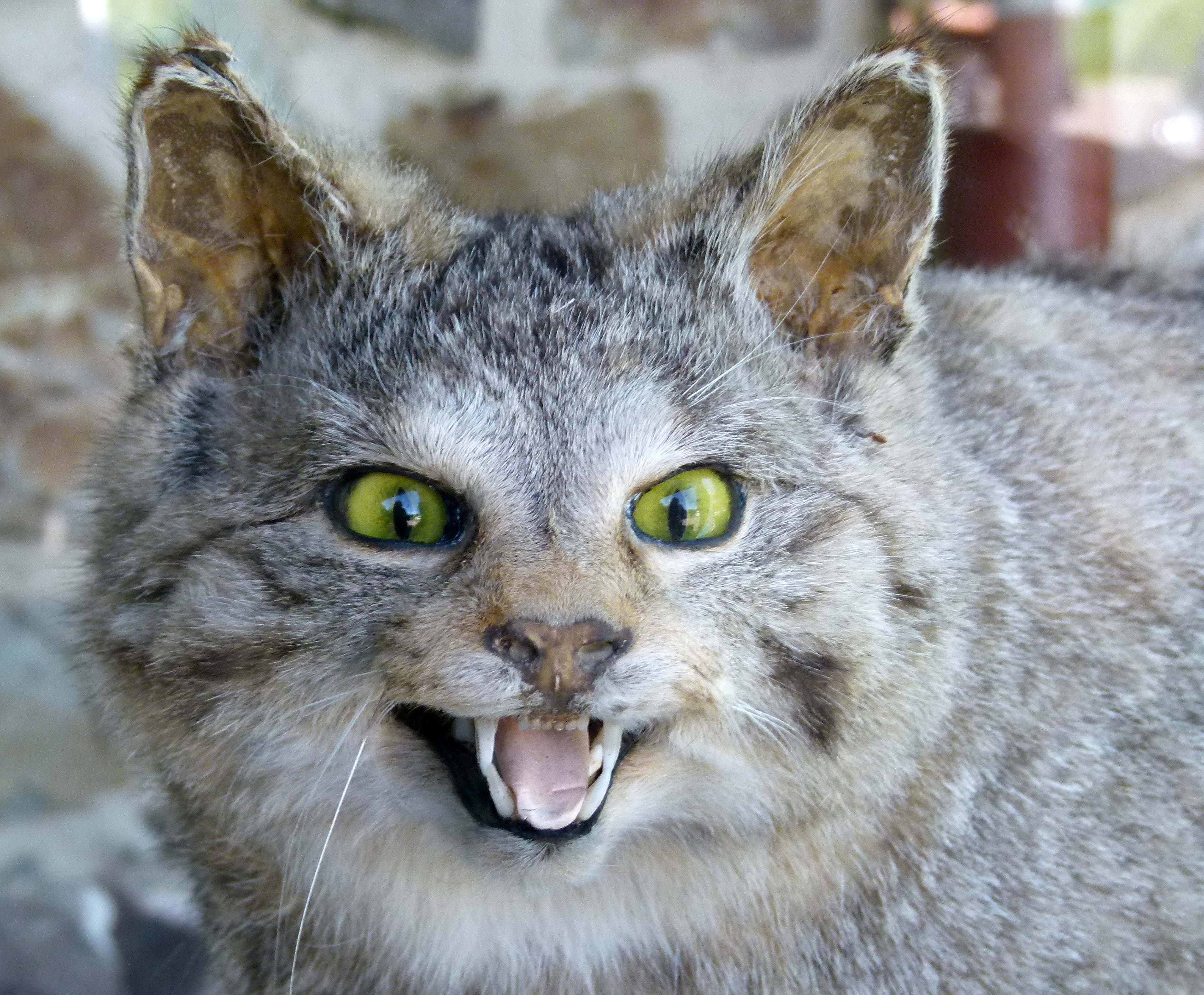
Die seltene und scheue Wildkatze lebt im Naturpark (hier ein ausgestelltes präpariertes Tier).
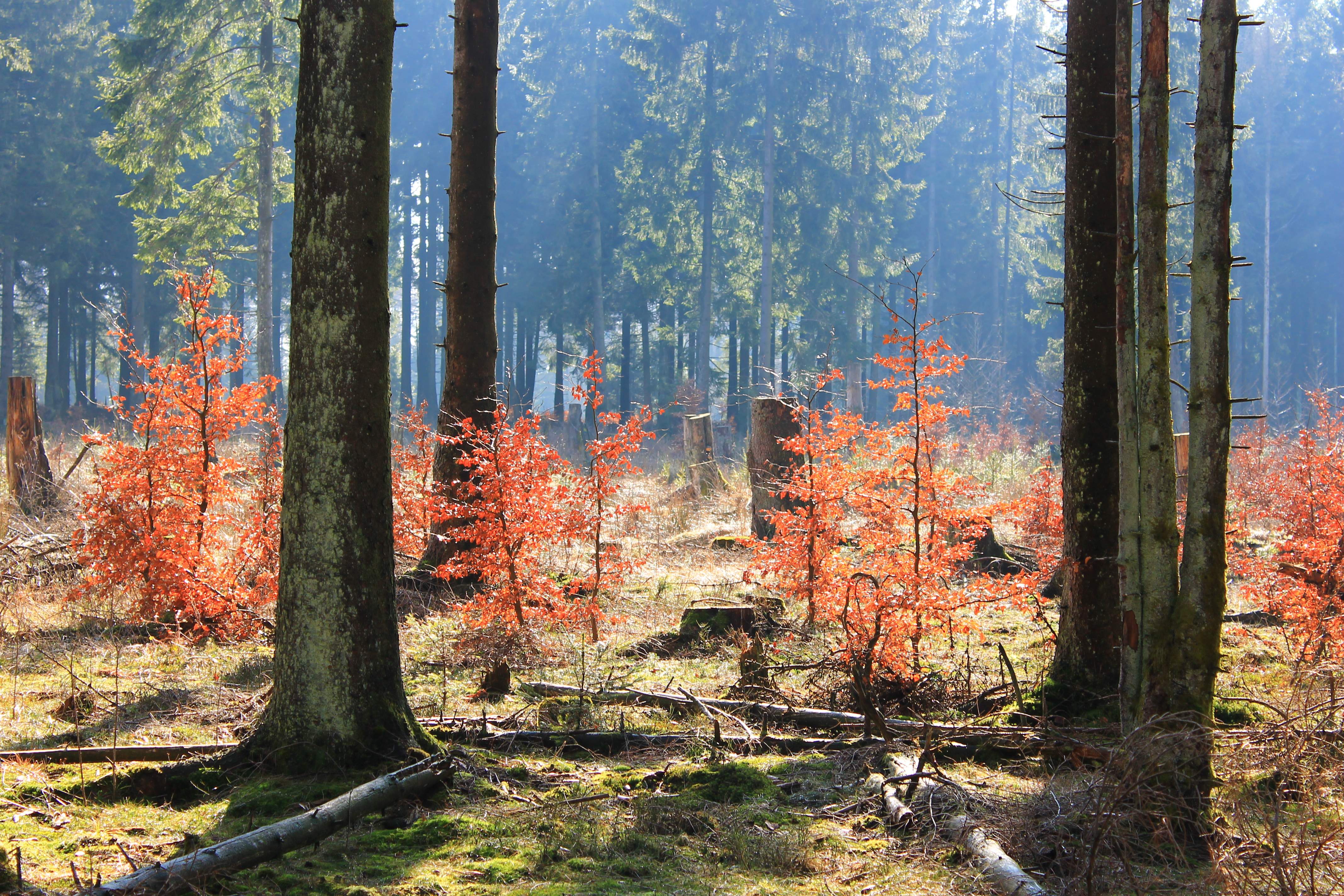
Junge Buchen im Herbst in der Nähe des Sandkopf – hier entsteht die „Wildnis der Zukunft“.
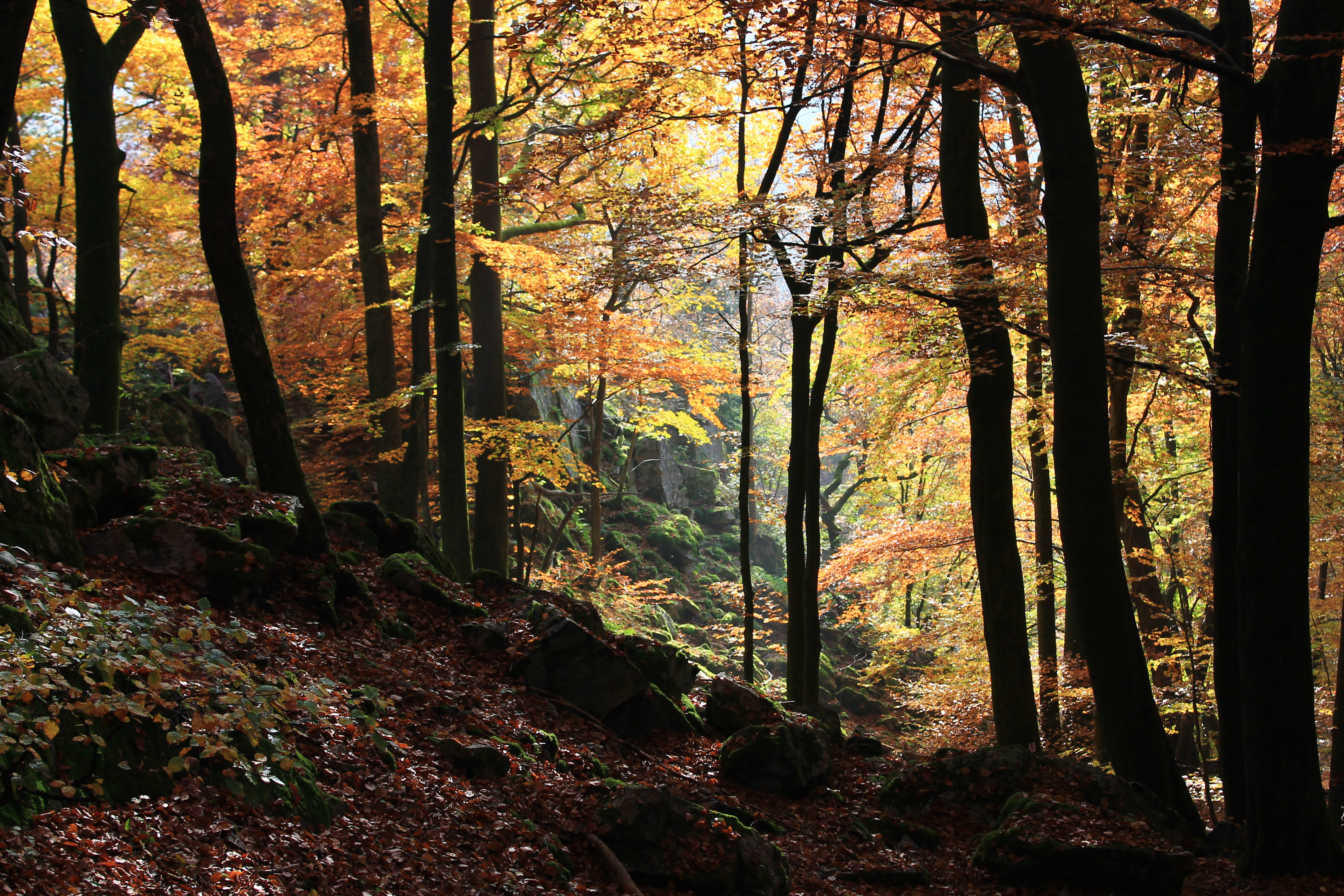
Herbstlicher Buchenwald an der Luisenruhe.

## TV-Dokumentation
- 2019: SWR Odysso – Nationalpark-Check – Wie gut sind unsere Naturschutzgebiete? (SWR Mediathek; 45 Min.)